# Club Deportivo Ronda
El Club Deportivo Ronda es un club de fútbol de la ciudad de Ronda (Málaga) . Fue fundado en 1923, lo que le hace ser el decano provincial, cumpliendo en el 2023, 100 años. El conjunto rondeño pasa por horas bajas en la actualidad, militando en el grupo VI de la Primera División Andaluza, cuando es un club que por ciudad y solera debería estar en categoría nacional. En sus mejores años, llegó a militar en 2°B una temporada y casi siempre moviéndose en el grupo 9 de la Tercera división andaluza.
En el fútbol base tiene categorías. Cadete 4.ª Andaluza Grupo 5 Infantil A ( 2.º Provincial grupo 6 ) , Alevín A ( 2.º Provincial grupo 7) , Alevín B (2.º Provincial grupo 8), Benjamín A , Benjamín B y prebenjamín.
En 2014 gracias a los rondeños y al Ayuntamiento se frenó un acuerdo por el cual el CD Ronda pasaría a ser filial del Marbella F.C. 

La temporada 1987/1988 el CD Ronda jugó en 2.º B, siendo este su único año en la categoría de Bronce Fútbol Español como se ha dicho anteriormente.

## Uniforme
- Uniforme titular: Camiseta blanca,pantalón blanco y medias blancas.
- Uniforme visitante

Camiseta azul, pantalón azul y medias azul.

## Temporadas
- Temporadas en Segunda B: 1
- Temporadas en Tercera: 30
- Temporadas en Regional: 49

| Temporada        | División | Posición   | Copa del Rey |
| ---------------- | -------- | ---------- | ------------ |
| de 31-32 a 54-55 | Regional | —          |              |
| 1955/56          | 3.ª      | 12.º       |              |
| 1956/57          | 3.ª      | 7.º        |              |
| 1957/58          | 3.ª      | 16.º       |              |
| 1958/59          | 3.ª      | 6.º        |              |
| 1959/60          | 3.ª      | 10.º       |              |
| 1960/61          | 3.ª      | 8.º        |              |
| 1961/62          | 3.ª      | 11.º       |              |
| 1962/63          | 3.ª      | 12.º       |              |
| 1963/64          | 3.ª      | 7.º        |              |
| 1964/65          | 3.ª      | 1.º        |              |
| 1965/66          | 3.ª      | (Retirado) |              |
| de 66-67 a 79-80 | Regional | —          |              |
| 1980/81          | 3.ª      | 10.º       |              |
| 1981/82          | 3.ª      | 18.º       |              |
| de 82-83 a 83-84 | Regional | —          |              |
| 1984/85          | 3.ª      | 2.º        |              |
| 1985/86          | 3.ª      | 3.ª        |              |
| 1986/87          | 3.ª      | 4.º        | 2º ronda     |
| 1987/88          | 2ªB      | 17.º       |              |
| 1988/89          | 3.ª      | 4.º        |              |
| 1989/90          | 3.ª      | 4.º        |              |

| Temporada        | Division          | Posición | Copa del Rey |
| ---------------- | ----------------- | -------- | ------------ |
| 1990/91          | 3.ª               | 17.º     |              |
| 1991/92          | 3.ª               | 17.º     |              |
| de 92-93         | Regional          | —        |              |
| a 96-97          | Regional          | —        |              |
| 1997/98          | 3.ª               | 11.º     |              |
| 1998/99          | 3.ª               | 20.º     |              |
| de 99-00 a 07-08 | Regional          | —        |              |
| 2008/09          | 3.ª               | 12.º     |              |
| 2009/10          | 3.ª               | 5.º      |              |
| 2010/11          | 3.ª               | 5.º      |              |
| 2011/12          | 3.ª               | 12.º     |              |
| 2012/13          | 3.ª               | 14.º     |              |
| 2013/14          | 3.ª               | 15.º     |              |
| 2014/15          | 3.ª               | 16.º     |              |
| 2015/16          | 3.ª               | 19.º     |              |
| 2016/2017        | División de Honor | 15.º     |              |
| 2017/2018        | Primera Andaluza  | 11.º     |              |
| 2018/2019        | Primera Andaluza  |          |              |
| 2019/2020        | Primera Andaluza  |          |              |
| 2020/2021        | Primera Andaluza  |          |              |
| 2021/2022        | Primera Andaluza  |          |              |
| 2022/2023        | Primera Andaluza  |          |              |